# Orvosi füstike
Az orvosi füstike (Fumaria officinalis), egyéb nevei: füstike, füstikefű, epefű, földi epefű. A boglárkavirágúak (Ranunculales) rendjébe és a füstikefélék (Fumariaceae) családjába tartozó lágy szárú, egynyári növényfaj. Európától Közép-Ázsiáig honos, a Fumaria (füstike) nemzetség leggyakoribb képviselője Nyugat- és Közép-Európában. Szántóföldek szélén, utak mentén, köves helyeken, kertekben terem.

## Jellemzői
10–30 cm-re megnövő, vékony, szétterülő szárú, kékesszürke, hamvas bevonatú, tejnedv nélküli növény. Szórt állású levelei kétszeresen szárnyaltak. Május-szeptember között virágzik. Hajtásvégi fürtvirágzatában 20-40 rózsaszínű, a csúcson sötétpiros, sarkantyús, zigomorf virág található, melyek szirmainak vége csaknem feketésen elszíneződik. Pártája 6–9 mm hosszú, keskenyebb a fogazott csészeleveleknél, melyek hamar lehullnak. Egymagvú termése gömb alakú makktermése, ráncos, száraz.

## Felhasználása
Izokinolin-alkaloidokat (fumarin), fumársavhoz kapcsolódó szerves savakat, flavonoidokat tartalmaz.
A gyógyászatban a fumaria alkaloidok kivonatát használják, ami szabályozza az epekiválasztást és oldja az Oddi-sphincter (gyűrű alakú izomréteg, amely az epevezetéket kapcsolja a patkó bélhez) görcsét. A hatóanyagaiból előállított fumársav észterét a pikkelysömör terápiás kezelésében használják.
Gyógyteaként a szárított, virágzó hajtásrészeit használják fel. Kivonata görcsoldó hatású a tápcsatorna felső részén. Enyhíti az epehólyag, epeutak és a gyomor-bél traktus görcsös panaszait. Már az ókorban is alkalmazták vízhajtóként, székrekedés ellen és epegyógyszerként. Népies nevei – epefű, földi epefű – főleg epegyógyító hatására utalnak. Hashajtó és vizelethajtó hatása miatt a népi gyógyászat székrekedés, krónikus bőrgyulladás kezelésére használta. 
A homeopátia ekcéma és a máj működési zavarai (sárgaság) ellen használja.
Fogyasztása tilos, szerepel az OGYÉI tiltólistáján is.

## Hasonló fajok
A kövi füstike (Fumaria muralis) fürtjeiben kevesebb virág nő.